# Suchy Róg
Suchy Róg [pronunciación en polaco: /ˈsuxɨ ˈruk/] (en alemán: Trockenhorn) es un pueblo ubicado en el distrito administrativo de Gmina Orzysz, dentro del condado de Pisz, voivodato de Varmia y Masuria, en Polonia del norte. Se encuentra aproximadamente a 12 kilómetros al oeste de Orzysz, a 20 kilómetros al norte de Pisz, y a 84 kilómetros al este de la capital regional Olsztyn.
Antes de 1945, el área fue parte de Alemania (Prusia Oriental).
El pueblo tiene una población de 70 habitantes.